# Torreón de los Guzmanes
El Torreón de los Guzmanes es una edificación renacentista localizada en la ciudad española de Ávila (provincia de Ávila, comunidad autónoma de Castilla y León). El edificio es también la sede actual de la Diputación Provincial de Ávila.

## Historia
Fue construido en 1513 por orden de Garcibáñez de Mújica, sobre otra construcción que antes perteneció a Sancho del Águila.
En 1878 el rey Alfonso XII, durante una visita a la ciudad ocupó este palacio para hospedarse.
El escritor argentino Enrique Larreta ambientó parte de su novela de 1920 La Gloria de don Ramiro en este edificio.
Fue declarada Bien de Interés Cultural con la categoría de monumento el 9 de febrero de 1983. La publicación en el Boletín Oficial del Estado de la aprobación como BIC tuvo lugar el 22 de marzo de ese mismo año.

## Descripción
Destaca la torre cuadrangular renacentista que, ejecutada en sillería y mampostería de granito, remata en merlones trebolados y matacanes, con atalayas voladas con aspilleras en las esquinas, denotando su carácter defensivo.
El patio porticado de doble galería, por sus dimensiones es parecido a los patios del siglo XVI del Museo provincial de Ávila y la Cámara de Comercio. En la planta baja tiene galería con tendidos arcos pétreos y cornisas sobre las que se disponen rosetas y grandes escudos. Todo el conjunto es sustentado por 12 columnas de orden toscano dórico.
Los sótanos del Torreón fueron restaurados como sala de Exposiciones. Hoy sede permanente de una exposición sobre la cultura vetona prerromana, aunque también acoge en su sala central exposiciones temporales.